# La Banda de Gaal
La Banda de Gaal va ser un grup de rock en castellà sorgit a València i que va estar actiu entre 1979 i 1981. No van enregistrar cap gravació oficial, però en l'ambient underground valencià el grup és considerat com una formació de culte, principalment per la gran projecció posterior de la majoria dels seus membres.

## Història
Les influències musicals de La Banda de Gaal eren molt àmplies, des de Bowie a The Stooges o Magazine, i les acompanyaven amb unes lletres iròniques en castellà i una actitud entusiasta, no mancada de provocació, en la seua posada en escena.
Acabant l'any 1979, Manolo Rock Aguilar agafa el grup com a mànager personal i comença a aconseguir-los actuacions, en les que va creant-se una certa llegenda al voltant del grup. L'any 1980 va ser un període de molts concerts, la majoria dels quals es van celebrar en sales i discoteques de la comarca de la Vega Baixa. Sobre febrer d'aquell any, Gonzalo Díaz (bateria) abandona el seu lloc al grup i dona pas a Toni Palmer.
El grup, amb un repertori molt consolidat, i que inclou cançons com a Agua de Gaal, Oil of julay, Zuecos verdes de tacón o Martini Dyl, comença a despertar interès entre els promotors. Són convidats a participar en la Primera Setmana de Rock Ciutat de València, que es va celebrar del 3 al 9 de març de 1980 al Teatre Principal de la ciutat de València. El cartell el comparteixen amb, entre d'altres, Mediterrani, Cotó-en-Pèl, Doble Zero, Remigi Palmero i Taràntula. En aquell mateix any també fan concerts en altres llocs importants com la Sala Escalante de València o el Parc de María Luisa de Sevilla.
Durant l'any 1980, el baixista Remi Carreres es substituït per Julián García, però en aquella època alguns components del grup comencen a treballar en altres projectes i el grup resta aturat. L'any següent Luis Badenes i José Luis Macías tornen a comptar amb Remi Carreres i inclouen a Adolfo Barberá i José Nano Payá, tots dos provinents de Doble Zero, per a posar de nou en marxa el grup. En aquest moment afegeixen a la formació les veus de dos vocalistes, Rosario i Alicia. La Banda passarà més tard a dir-se Glamour de la mà del productor Esteban Leivas, qui va ser presentat a la banda pel periodista musical Rafa Cervera.

## La projecció individual
- José Luis Macías: Glamour, Última Emoción, Comité Cisne, Matador, Satélite Pop, Room 101 i Los Incatalogables y Yo. Productor de l'àlbum Fotógrafo del cielo de Surfin' Bichos. Disc en solitari Regreso a Valencia[4] (Grabaciones Accidentales, 1988).
- Miguel Ángel Vte. Gabotti: Carrera en solitari com Gabotti (No quiero ser. DRO, 1983. Soy un ligón. DRO, 1984 i Marcando distancia. Radical, 1896). Esgrima (Locos de la moda. Citra, 1983), Al Fin Solos (He comprado un hombre para ti. Twins, 1986), Desaparecidos, Manía i Inhumanos.
- Luis Badenes: Glamour. Feu un treball per a Pino Sagliocco amb el nom de MIX. Múltiples projectes amb el nom artístic de Luix TV i Luis Badenes amb produccions d'Esteban Lucci, Tomas Castillo, etc. En l'actualitat té 4 canals en Youtube on segueix publicant les seue composicions.
- Remi Carreres: Glamour, Comité Cisne i Los Cangrejos.
- Adolfo Barberá: Doble Zero, Glamour, Ceremonia i Seres Vacios.
- José Nano Payá: Doble Zero, Glamour, Ceremonia, Gabotti i Mania.[cal citació]